# Camptotypus umbratus
Camptotypus umbratus là một loài tò vò trong họ Ichneumonidae.